# بيل غاردنر (لاعب كرة قاعدة)
بيل غاردنر (بالإنجليزية: Bill Gardner)‏ هو لاعب كرة قاعدة أمريكي، ولد في 6 سبتمبر 1868 في بالتيمور في الولايات المتحدة، وتوفي في 12 أكتوبر 1948.

## وصلات خارجية
- بيل غاردنر على موقعبيزبول رفرنس.كوم (الدوري الرئيسي) (الإنجليزية)
- بيل غاردنر على موقعبيزبول رفرنس.كوم (الدوري الثانوي) (الإنجليزية)